# Cortina (estri)

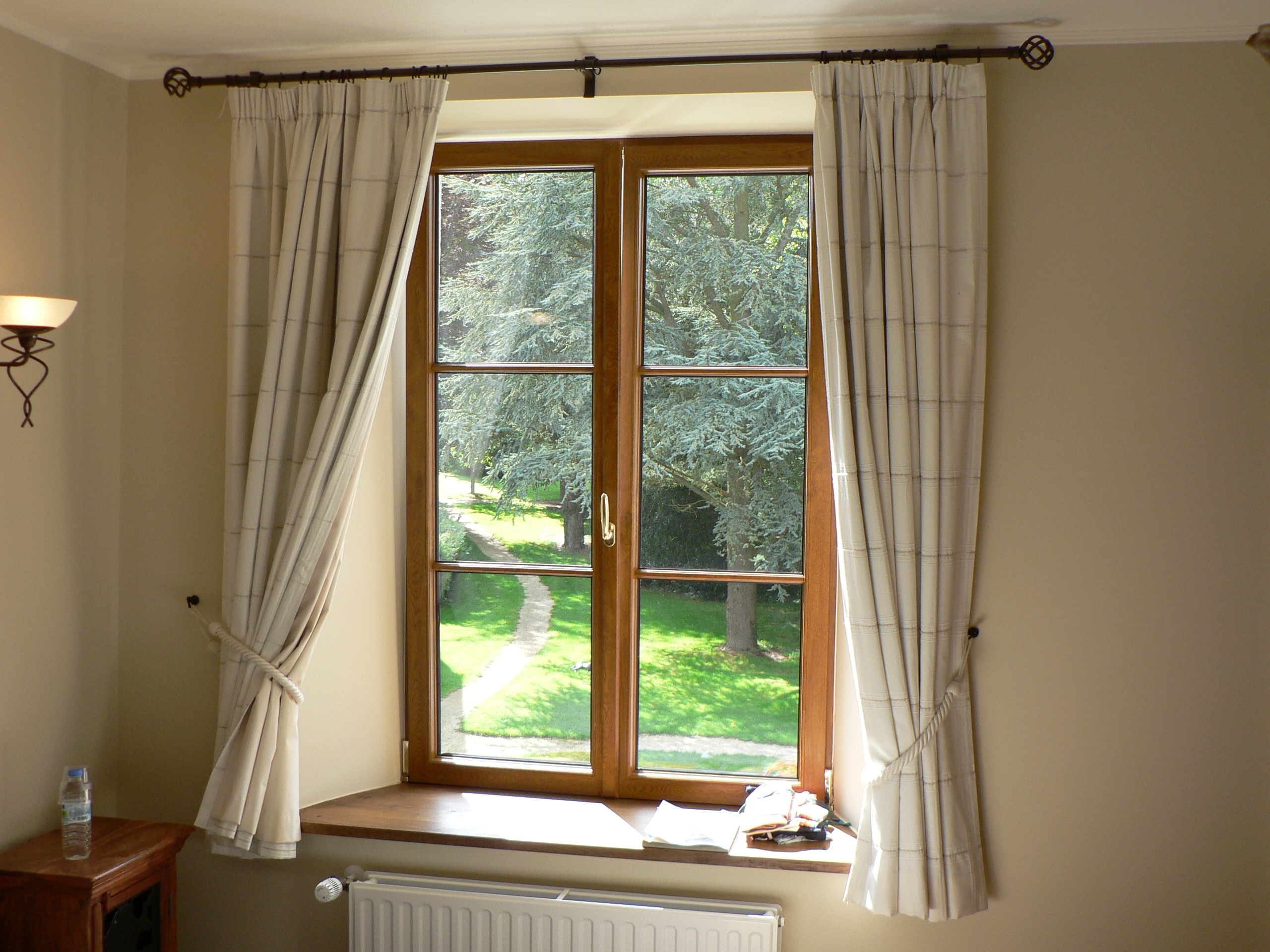
Cortina penjada d'una barra.

Una cortina és una peça de tela, o un altre material destinada a bloquejar o enfosquir la llum, els corrents d'aire o l'aigua, en el cas d'una cortina de dutxa. Una cortina també és la pantalla o teló mòbil d'un teatre que separa l'escenari de l'auditori o que serveix com a teló de fons.
Sovint es pengen cortines a l'interior de les finestres d'un edifici per bloquejar el pas de la llum. Per exemple, a la nit per ajudar a dormir, o per evitar que la llum s'escapi fora de l'edifici impedint que la gent de fora pugui veure l'interior, sovint per motius de privadesa. Les cortines tenen diverses formes, materials, mides, colors i patrons. Sovint tenen les seves pròpies seccions dins dels grans magatzems, mentre que algunes botigues es dediquen exclusivament a vendre cortines.
Les cortines varien segons la tolerància al pas de la llum, el deteriorament de la llum ultraviolada, la retenció d'oli i la pols, l'absorció del soroll, la resistència al foc i la vida útil. Les cortines es poden accionar a mà, amb cordons, amb botons o amb ordinadors controlats a distància. Les mides d'una cortina per una finestra varien molt segons el tipus de cortina, la mida de la finestra i el tipus i el pes de la cortina.
Les cortines són una forma de decorar les finestres i completen l'aspecte general de l'interior de la casa. Les cortines ajuden a controlar l'ambient i el flux de llum natural a l'habitació. L'efecte de les cortines es veu millor a la llum del dia i, amb un posicionament adequat de la llum interior, poden afavorir la decoració fins i tot a la nit.
Un cobriporta o tancaporta és una cortina portalera.

## Història

### Roma
A partir de proves trobades en jaciments d'excavacions a Olint, Pompeia i Herculà, les portieres, una cortina penjada sobre una porta, semblen haver estat utilitzades com a separadors d'habitacions a l'antiguitat clàssica. Els mosaics dels segles II al VI mostren cortines suspeses de varetes que abasten arcs.

### Anglaterra
A Anglaterra, les cortines van començar a substituir els porticons de fusta cap a finals del segle xvi. A l'Anglaterra medieval, la primera forma de cobrir les finestres consistia en panells de cuir enfilats en varetes de ferro. Amb el temps, es van substituir per plafons de llana teixida. Durant el regnat d'Elisabet I, van començar a importar-se teles italianes del Renaixement decorades amb adorns, com brocats, velluts i domàs. Aquestes teles ornamentades, així com les decorades amb brodats crewel, es van utilitzar en cortines durant els períodes isabelí i jacobí anglesos. Els porticons de fusta massissa s'utilitzaven durant les estacions fredes.

### Califat fatimíta
Al Califat Fatimita, s'utilitzava una cortina coneguda com sitr ("vel") per ocultar el califa al començament d'una sessió d'audiència (majlis). Un servent anomenat  ṣāḥib al-sitr (o muṭawallī al-sitr) tirava llavors cap enrere per revelar el califa assegut al seu tron. El sahib al-sitr també exercia les funcions de mestre de cerimònies i portador de l'espasa del califa, i sovint era triat entre mamluks de saqaliba procedència.

## Tipus d'aïllament

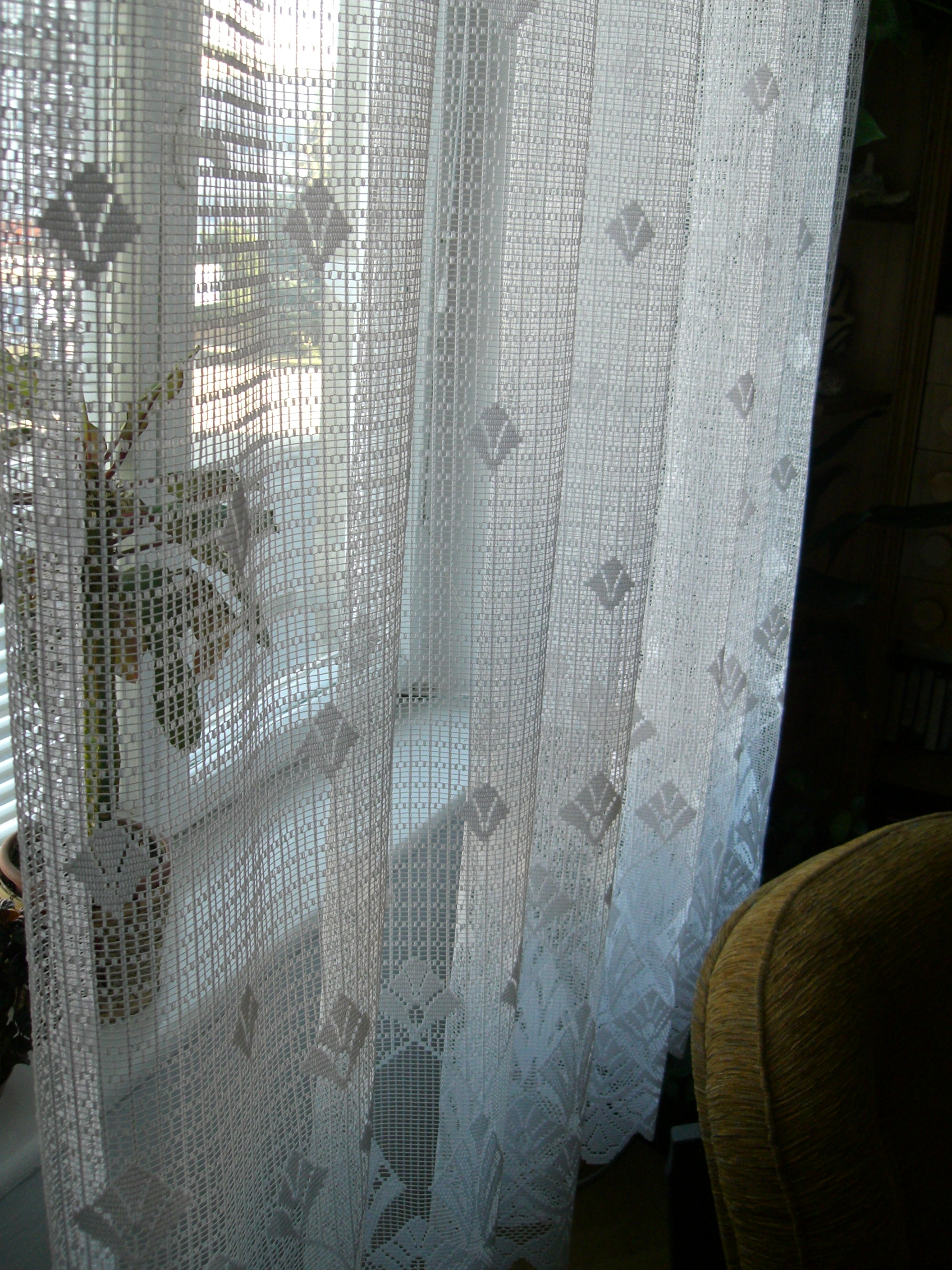
Cortina de ganxet

Les cortines es poden fabricar amb diversos teixits gruixuts, cadascun amb un grau diferent d'absorció de la llum i qualitats d'aïllament tèrmic. Per al màxim control de la temperatura, l'espai de la cortina a la finestra ha de ser petit, amb corrents de convecció mínims per sota o per sobre de la cortina. Diverses estructures arquitectòniques al voltant de la cortina poden minimitzar aquests corrents d'aire, però normalment només s'utilitzen per a la decoració i fan que les habitacions se sentin més acollidores.

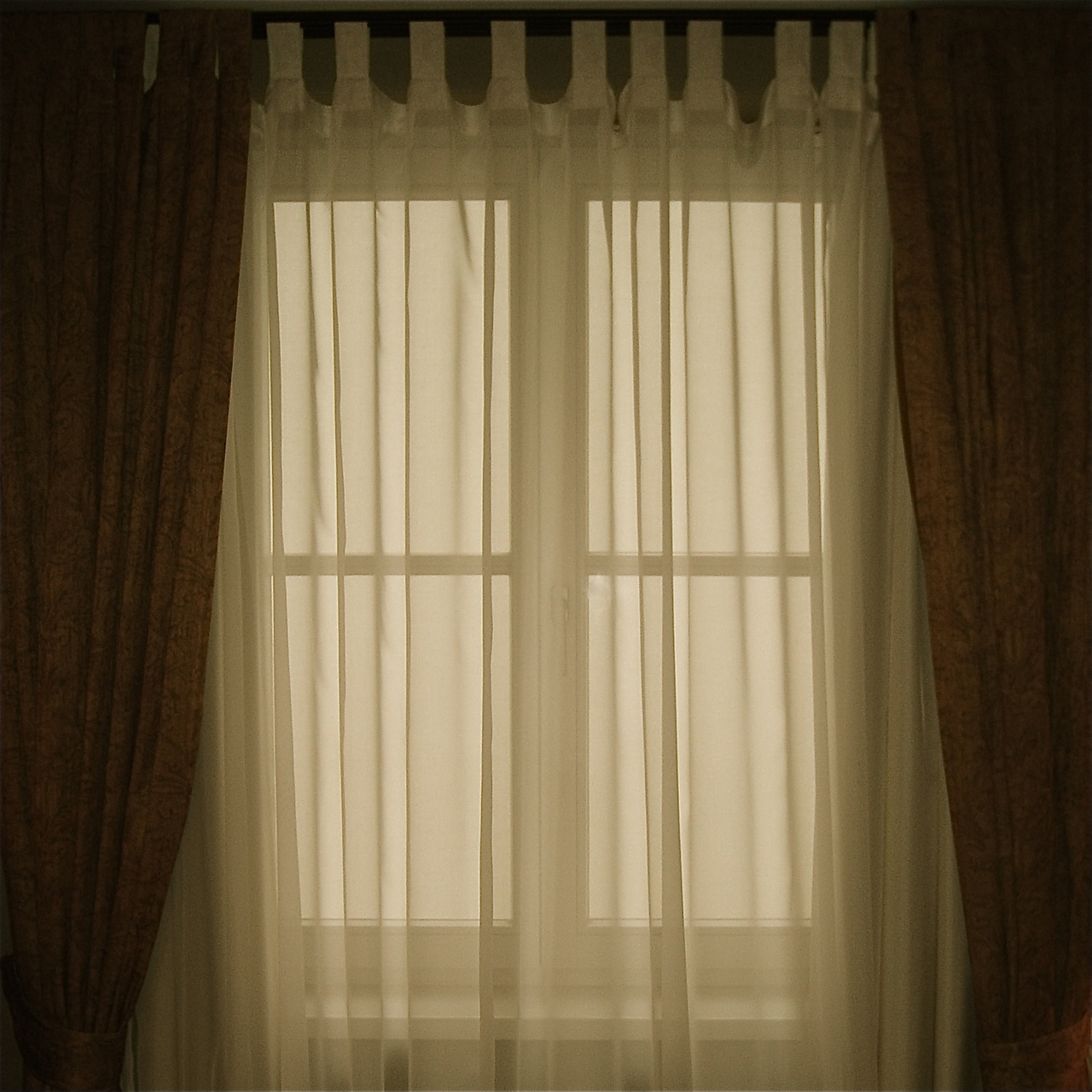
Cortines translúcides penjades a una finestra.

Una cortina pura o de xarxa és aquella que està feta de teixit translúcid, com ara un velo de polièster de teixit fluix, marqueseta o ninó fet de seda o niló, i puntes de cotó, etc. Les cortines transparents permeten que la major part de la llum es transmeti a través del teixit, amb un teixit que proporciona un nivell bàsic de protecció UV alhora que manté la màxima visibilitat cap a l'exterior a través de la cortina. En les cortines transparents, durant el dia, la majoria de teixits transparents permetran que les persones de dins de la llar vegin la vista exterior alhora que impedeixen que les persones de fora de la llar vegin directament a la llar. A causa del teixit fluix dels teixits transparents, aquest tipus de cortines ofereixen molt poc aïllament tèrmic.
Els teixits sense recobrir proporcionen el següent nivell d'aïllament tèrmic i d'absorció de la llum. Els teixits sense recobrir constitueixen la gran majoria dels teixits utilitzats en cortines i es componen d'un teixit estret, normalment una barreja de cotó/polièster, que és majoritàriament opac quan es veu a la llum ambiental. Els teixits sense recobrir proporcionen un nivell raonable d'aïllament tèrmic a causa dels seus teixits ajustats, però són massa prims per absorbir completament la llum forta. Com a resultat, quan les cortines fetes de teixits sense recobrir es tanquen per intentar bloquejar la llum solar directa, la llum encara serà visible a través de la cortina perquè els seus tèxtils són brillants.
Els teixits recoberts consisteixen en un teixit estàndard sense recobrir amb un suport de goma opac aplicat a la part posterior del teixit per proporcionar una millor absorció de la llum. Per crear un teixit recobert, s'aplica un polímer de cautxú liquat en una sola capa a un teixit sense recobrir i, posteriorment, s'asseca mitjançant un corró escalfat, de la mateixa manera que una impressora làser aplica tòner a un full de paper abans de fusionar-lo. Un teixit que ha passat pel procés de recobriment una vegada es considera un teixit "revestit d'una passada", i pot absorbir aproximadament el 50-70% d'una font de llum directe. Per millorar l'absorció de la llum d'un teixit, és possible tornar a recobrir un teixit fins a un màxim de 3 passades, que es considera suficient per bloquejar el 100% d'una font de llum directa.
La màxima absorció de la llum i l'aïllament tèrmic d'una cortina es crea mitjançant una cortina folrada, que normalment consisteix en un teixit sense recobrir a la part davantera per proporcionar l'aspecte i la sensació de la cortina, amb un teixit revestit separat a la part posterior per proporcionar les qualitats aïllants. El teixit recobert normalment es coneix com a folre, que simplement es refereix a un teixit recobert que no té cap color o patró en particular.
Les cortines es poden subjectar amb cordons (un llaç de tela, corda, etc., col·locats al voltant d'una cortina per mantenir-la oberta cap a un costat; normalment es passa per un anell en un ganxo unit a la paret i subjecta amb un nus), botons o velcro (sovint adornat amb borles) o es pot tancar i obrir amb pals anomenats tiradors (varetes fetes de plàstic, fusta o metall que es poden estirar) o barres de cortina que s'enganxen al corredor o al primer ganxo. Un tap de ganxo de cortina és un dispositiu que s'utilitza per evitar que la cortina caigui de l'extrem del raïl de la cortina.
Tot i que algunes cortines poden emprar sistemes de politges, no s'han de confondre amb persianes o cortines enrotllables. En general, es poden denominar tractaments de finestres, que són la coberta o modificació de la finestra, sovint amb l'objectiu de millorar l'estètica de la finestra i de l'habitació.

## Estils
Les cortines es poden utilitzar per donar un punt focal a una habitació. Hi ha almenys vint estils diferents de cortines.
- Les cortines de panell pla són senzilles i versàtils: per fer-les, es tanquen trossos de tela a les quatre vores i la peça rectangular o quadrada final es penja dels pals de les cortines amb anelles de clip o alguna cosa semblant.[13] Si està plegat, l'aspecte està molt influenciat per la plenitud dels plecs.
- Les cortines de doble panell es refereixen a dos panells de cortina penjats a banda i banda de la finestra. Aquest és l'estil més comú.
- Les cortines superiors de pestanyes estan fetes amb corretges estretes, que s'enganxen o lliguen a la vora superior i es pengen del pal de la cortina.[14] Aquest estil de cortina sovint es dissenya com dos panells estacionaris als costats d'una finestra.
- Les cortines d'oelles es pengen passant el pal de la cortina a través d'un forat a la part superior de la tela. Això podria ser un forat retallat amb les vores acabades per una fila de costura o podria utilitzar un forat per evitar que es desenllaqui.
- Les cortines de faixa s'utilitzen per cobrir la faixa inferior de les finestres.
- Les cortines de butxaca de barra tenen un canal cosit a la part superior de la tela. Es fa passar una barra de cortina pel canal per penjar-la.[15]
- Les cortines tèrmiques o opaques utilitzen teixits molt ajustats, generalment en múltiples capes. No només bloquegen la llum, sinó que també poden servir com a amortidor acústic o tèrmic.
- Els revestiments de cortina s'utilitzen per protegir les cortines reals de què es mullin.
- Les cortines d'ulls estan subjectes a un pal (generalment metàl·lic). Es fan una sèrie de forats circulars a prop de la part superior de la cortina i s'hi posa un anell metàl·lic. A continuació, s'enfila el pal per aquests forats, amb aprox. 4 cm de tela que apareixen per sobre del pal.
- Les cortines de llapis es formen estirant cordons units a la "cinta de volant" per reunir la tela en plecs que semblen una fila de llapis. Aquestes cortines es pengen sota un pal o s'uneixen a una pista de cortina amb ganxos de plàstic col·locats a cada quarta "butxaca" al llarg de l'encapçalament de la volant. Normalment, un 1,5 m d'amplada de la tela quedarà en 750 mm d'amplada. La cinta Rufflette es va desenvolupar originalment a partir de cinta que contenia munició (bales) per a metralladores semiautomàtiques.
- Les cortines de plegat de pessic es formen generalment amb la costura a màquina de 2 o 3 plecs, i després deixant un buit de 10 cm abans de repetir el procés de plegat. A continuació, aquestes cortines es pengen sota un pal de cortina amb ganxos de pessic de metall o ganxos de plàstic lliscants verticals cosits al revers dels plecs.

## Cortina mosquitera

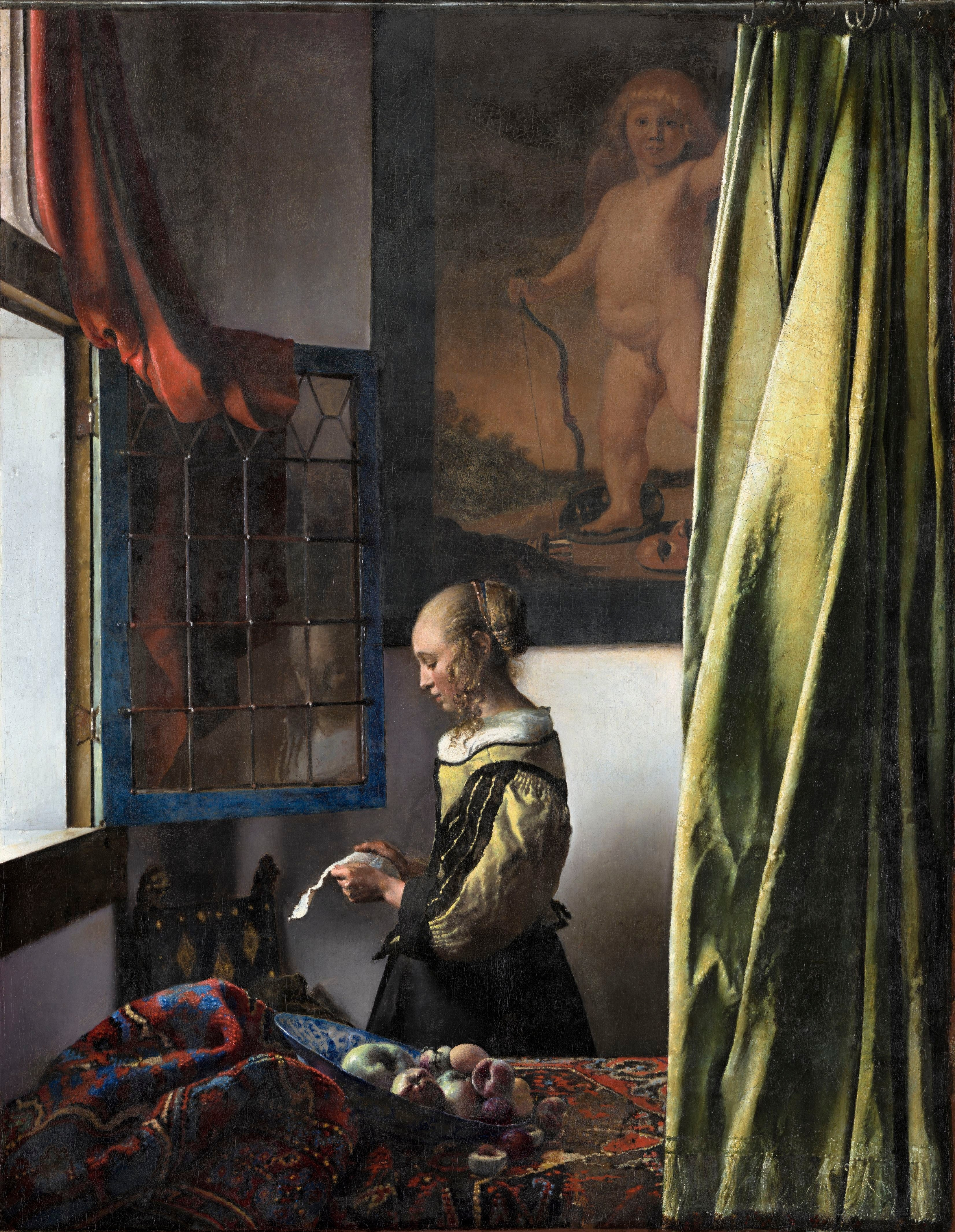
Representació d'una cambra amb cortines (Vermeer)

Una altra mena de cortina habitual en els vilatges i que se situen a l'entrada de les cases o dels establiments per a evitar que entrin les mosques i mosquits, són les cortines mosquiteres. Estan fetes amb múltiples peces de plàstic amb forma de macarró de la classe penne i un filferro amb forma de croc que les travessa per a poder agafar una peça amb l'altre. Amb aquestes peces es fan mantes tires fins a cobrir tota l'entrada.
L'ús de mosquiteres s'ha demostrat eficaç en la lluita contra malalties transmeses per insectes, com ara la malària.

## Altres significats
- Cortina de fum, cortina artificial feta amb fum emprada per a impedir la visibilitat en conflictes militars.
- Cortina de corrent d'aire emprada per a disminuir la pèrdua d'aire calent o fred d'un espai sense tancar, ja sigui un local o frigorífic obert.
- Cortina de fum (metàfora), és una expressió utilitzada quan s'està amagant alguna cosa a l'oponent.

- En una significança més àmplia, per exemple, també com a metàfora, com l'impediment o dificultat al pas de la visió o d'alguna altra acció.

## Galeria d'imatges

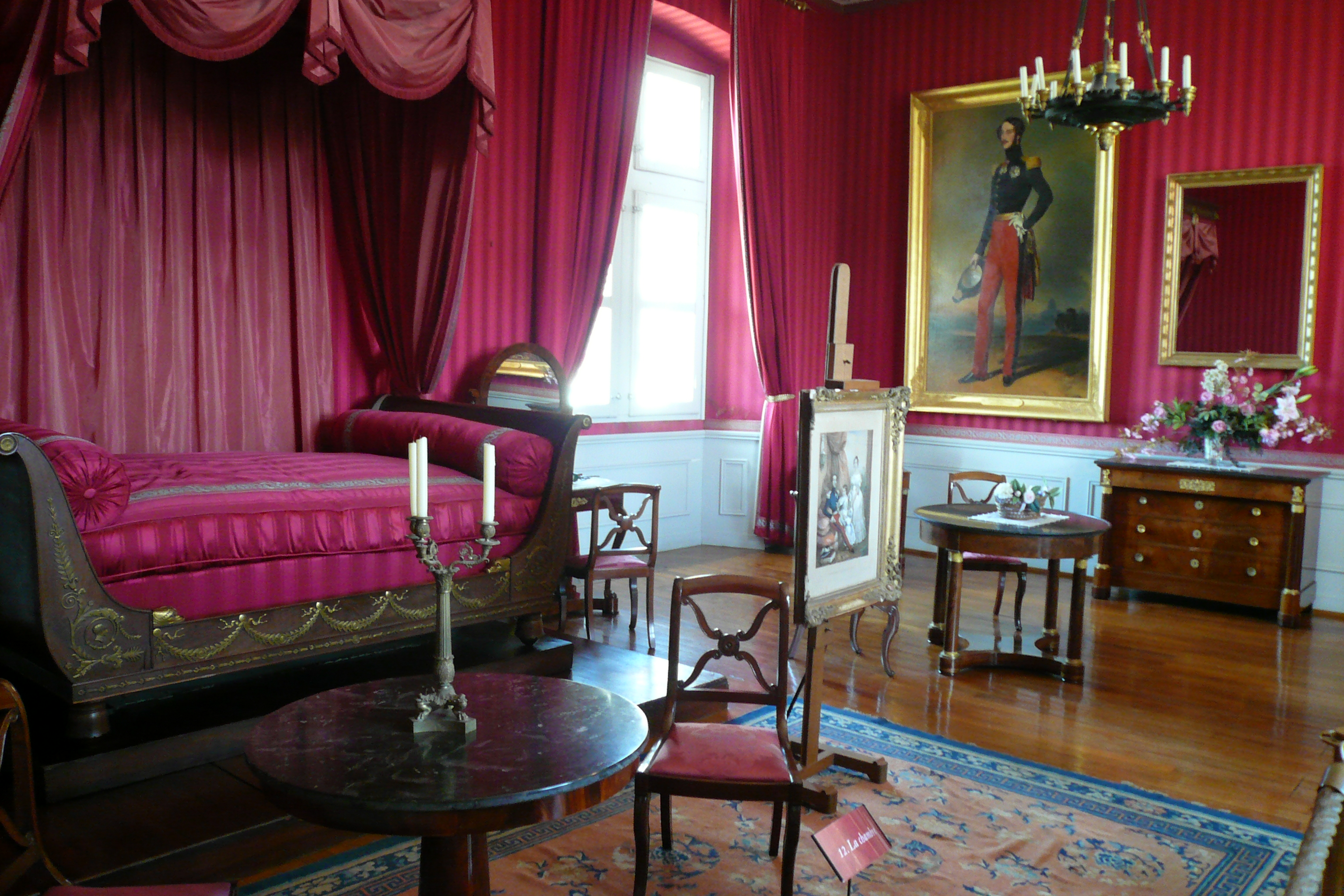
Cortines del Castell d'Amboise, un castell francès que domina des d'un promontori el riu Loira.
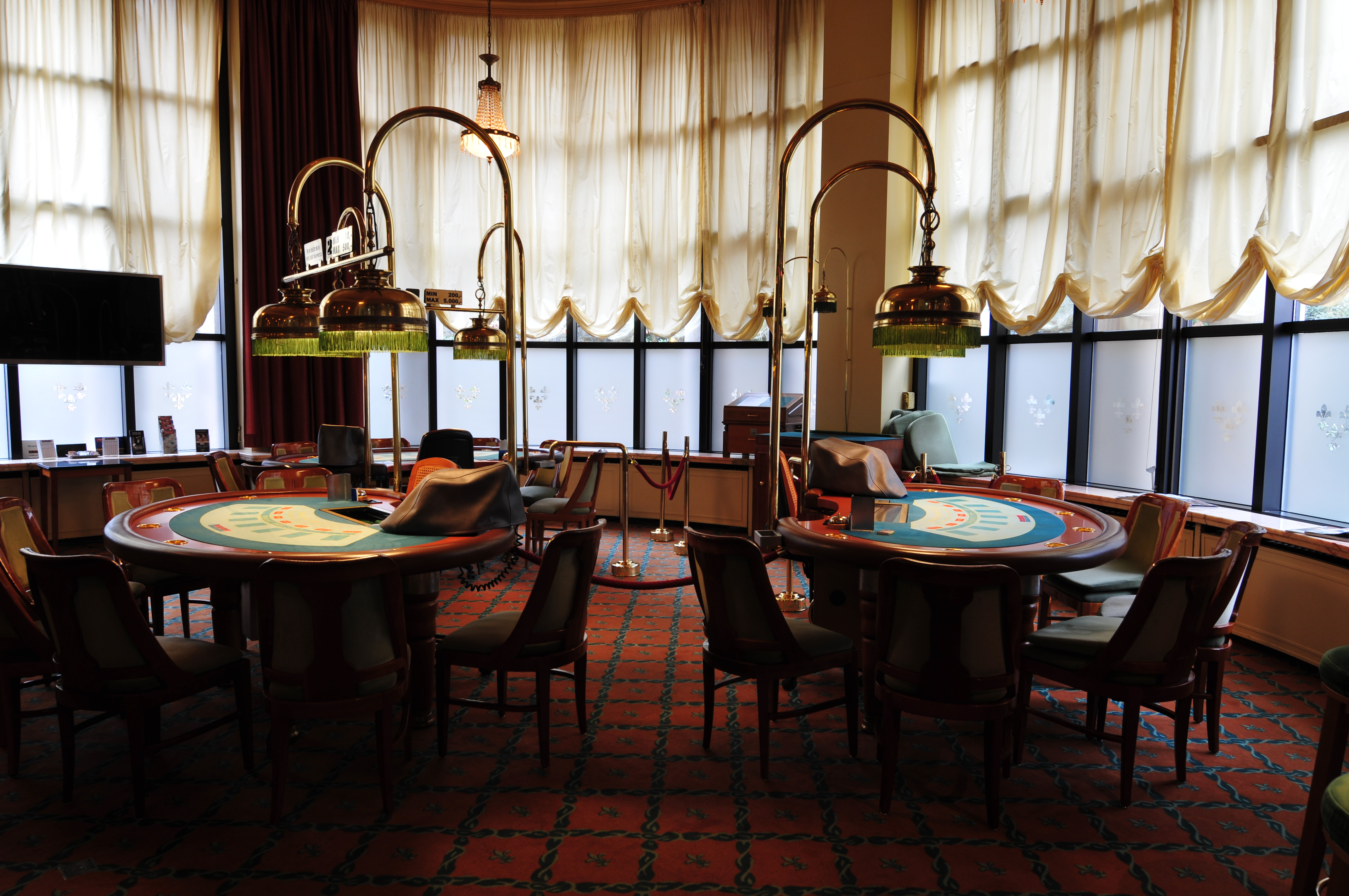
Cortines austríaques
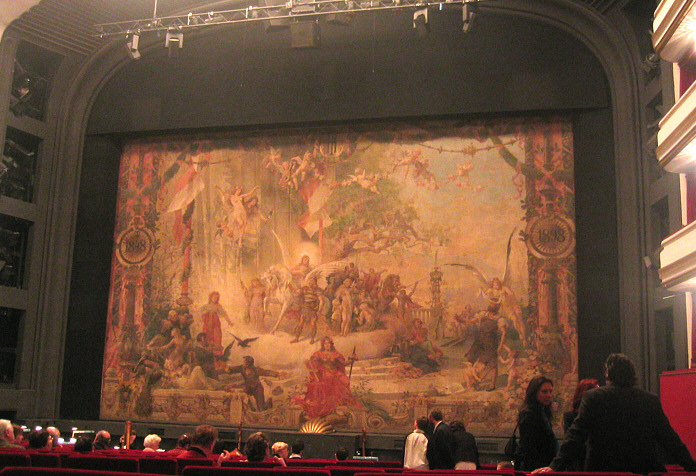
Cortina de seguretat en un teatre
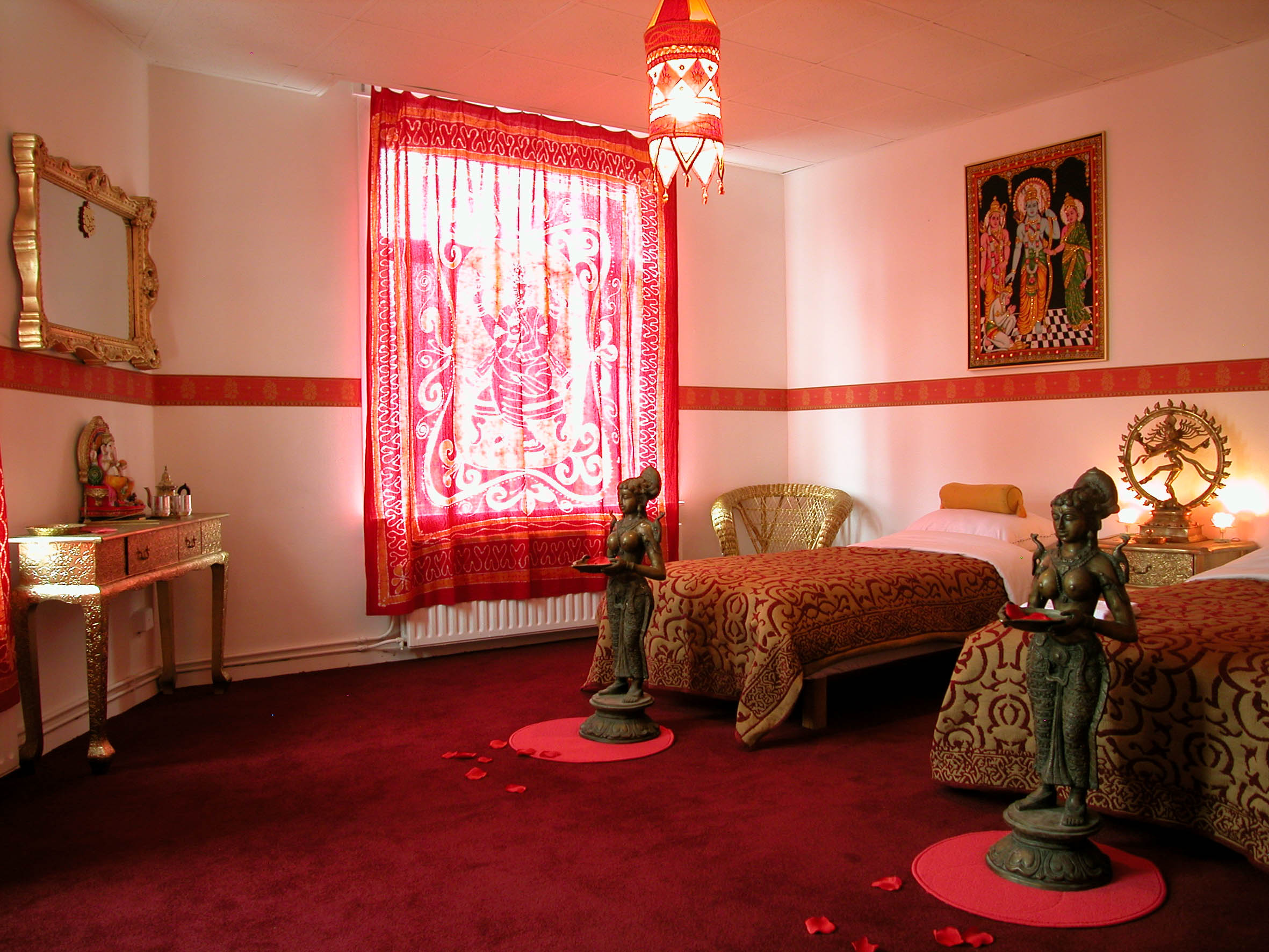
Hotel Transvaal
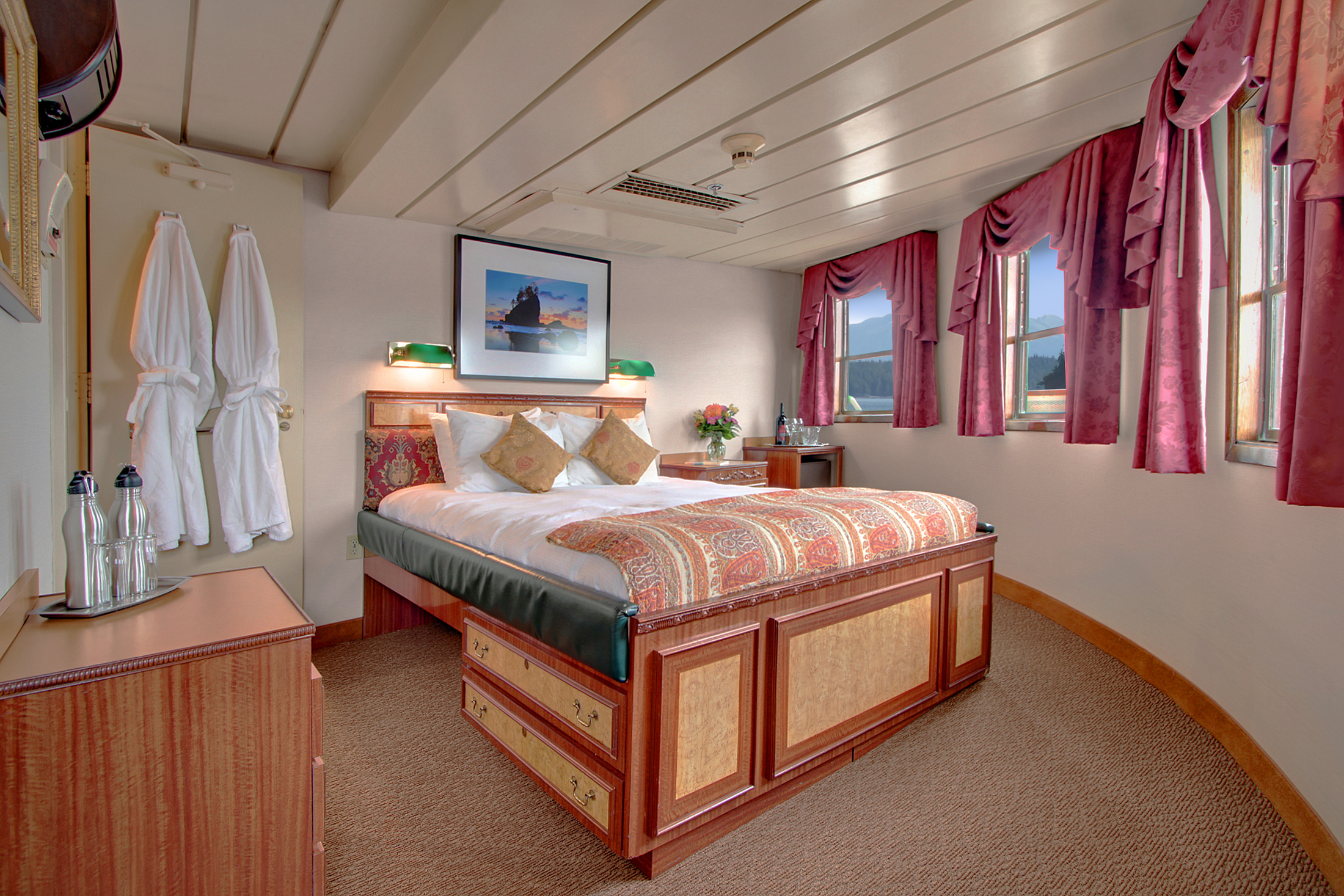
Finestres amb cortines de la suite del vaixell S. S. Legacy
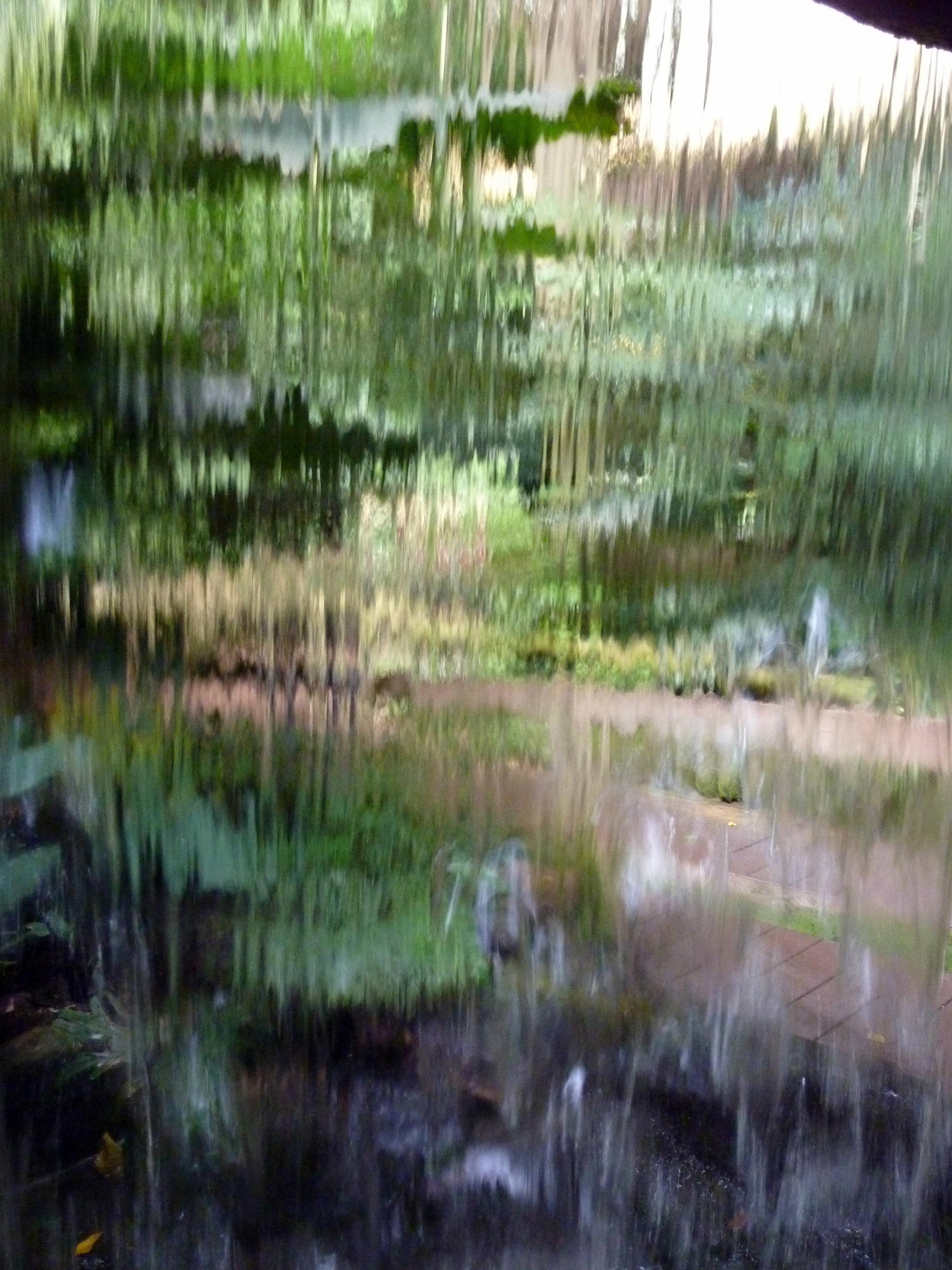
Cortina de cascada, que distorsiona el que hi ha a l'altra banda de la cortina
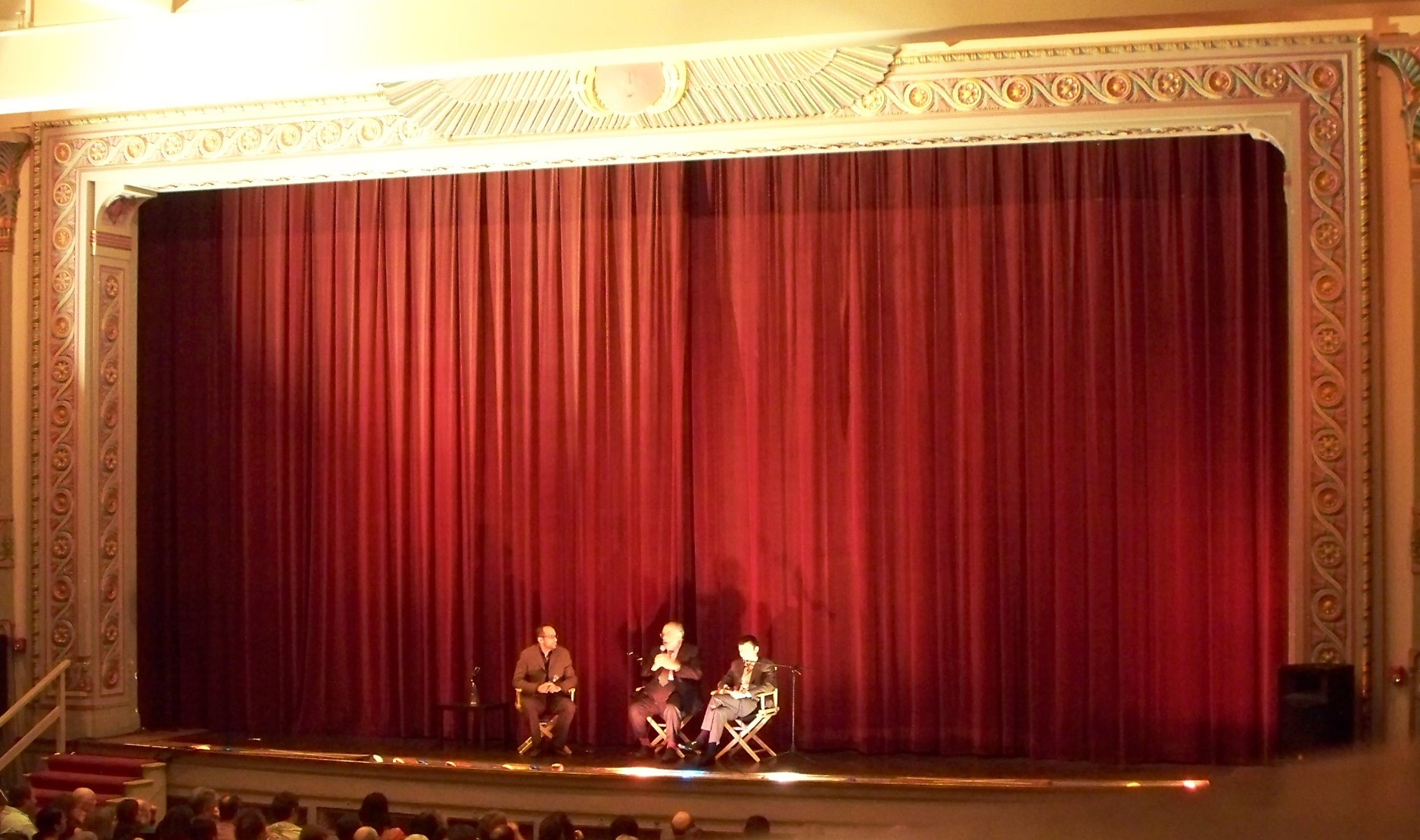
Teló principal utilitzat de fons, per actuar al davant.
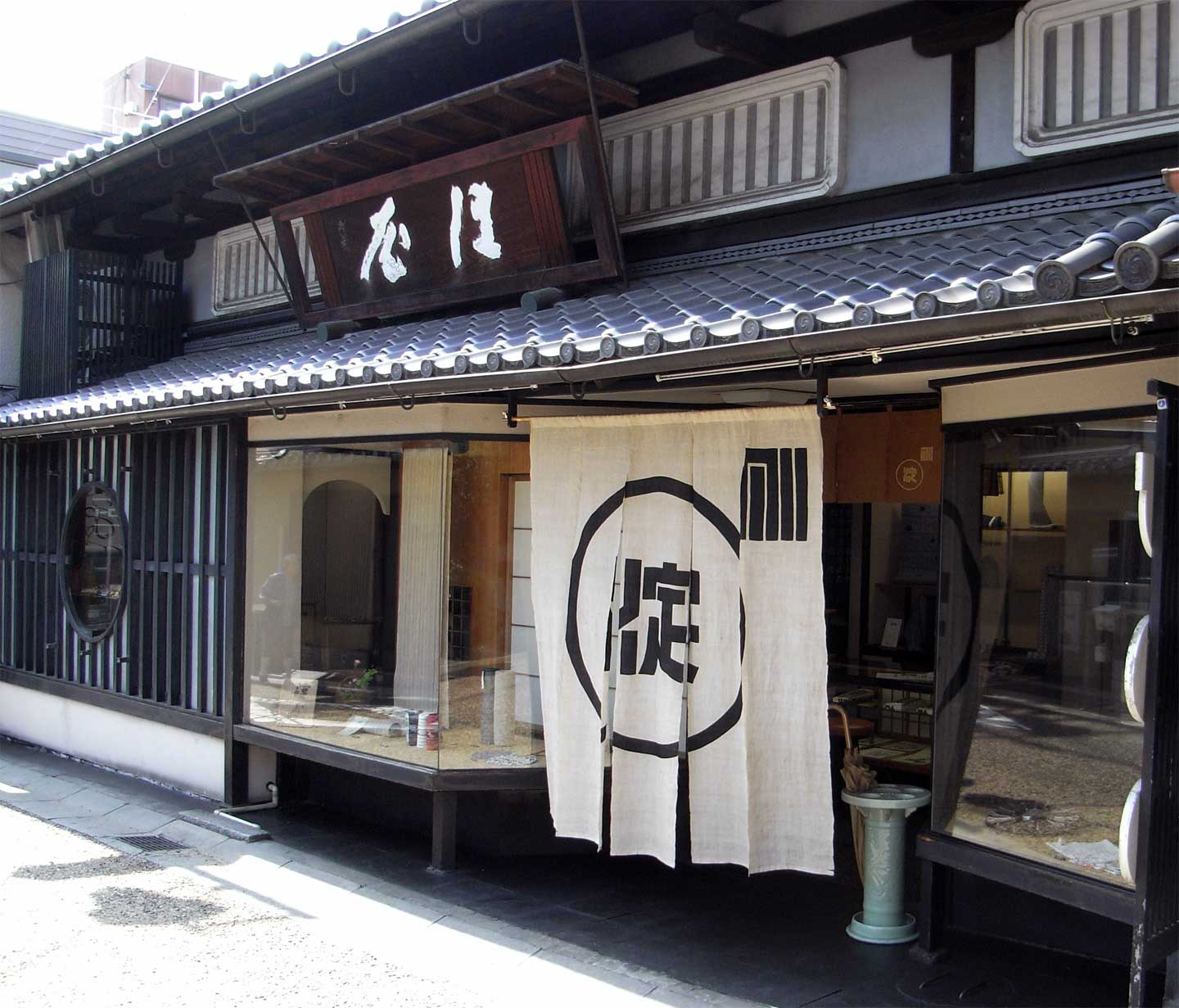
Teló japonès en un establiment termal o onsen, al Japó.
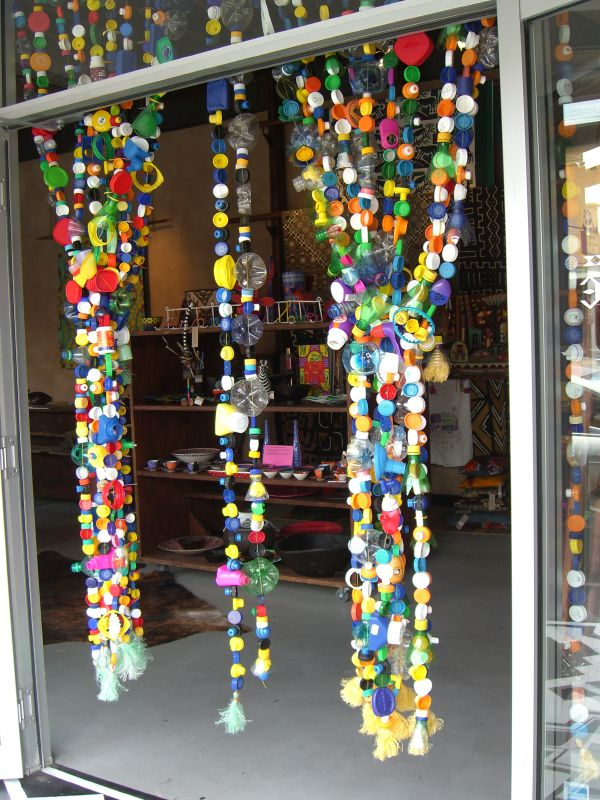
Cortina superior de l'ampolla
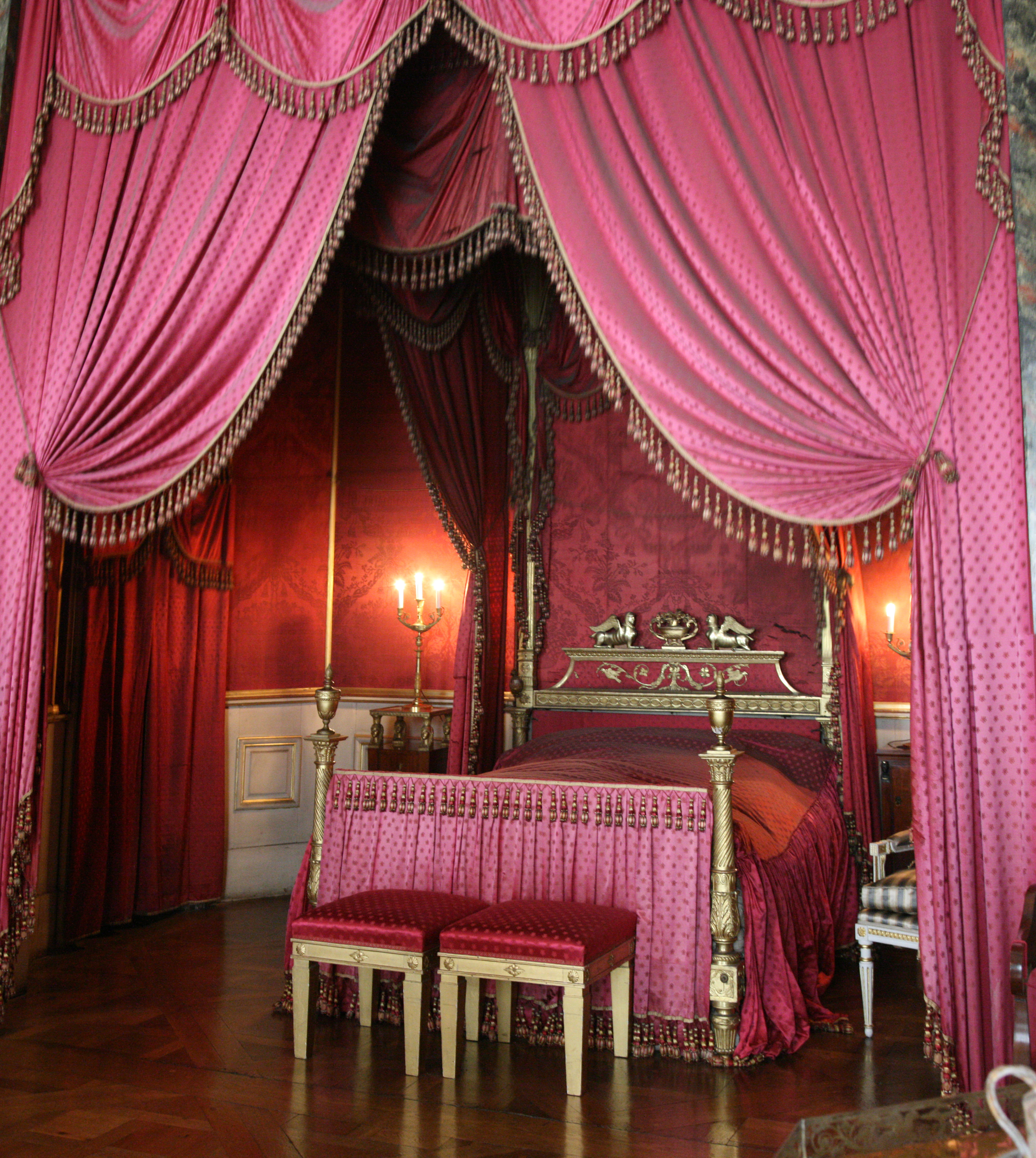
Dormitori de la reina Carlota Mathilde
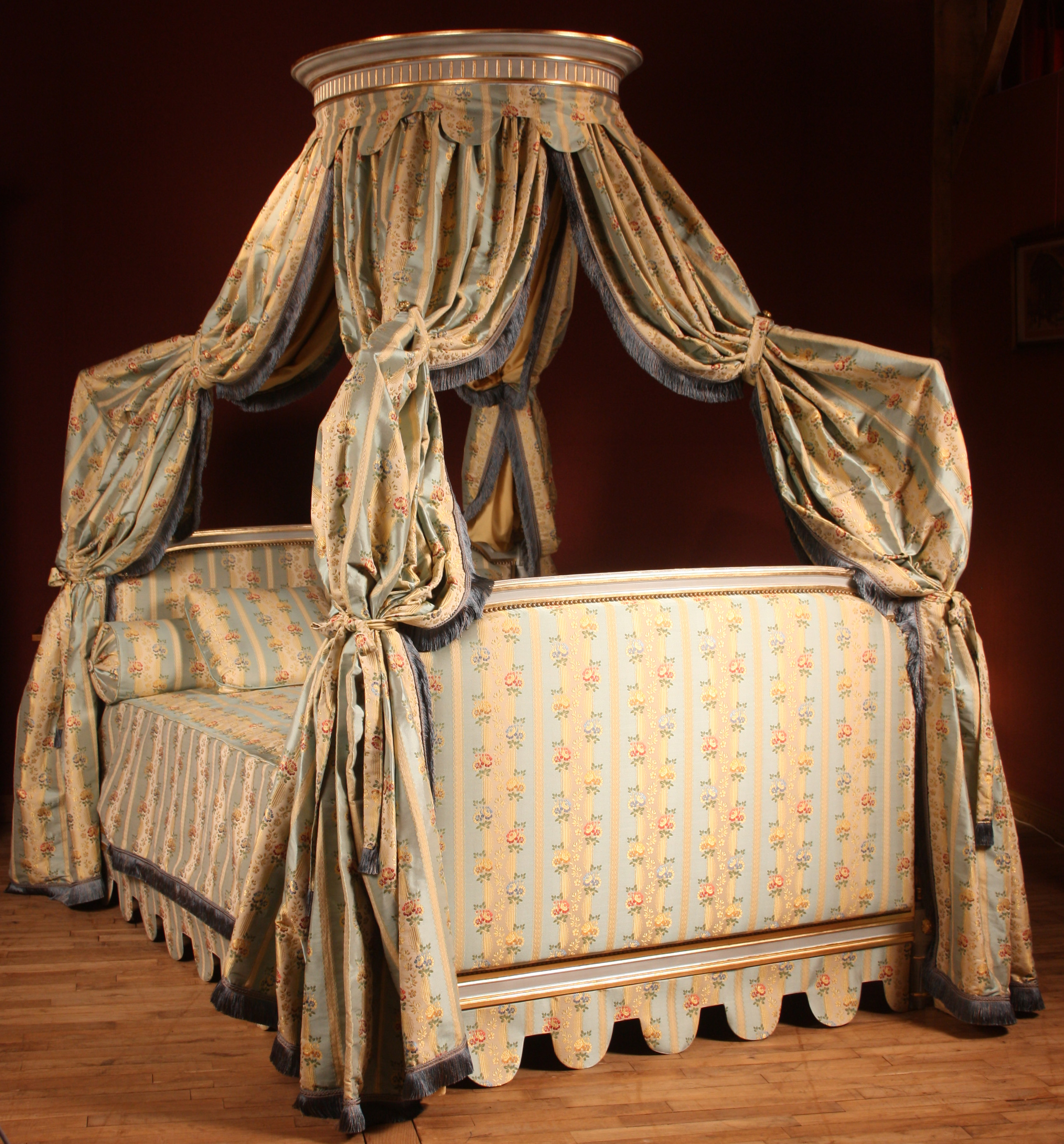
Llit amb baldaquí
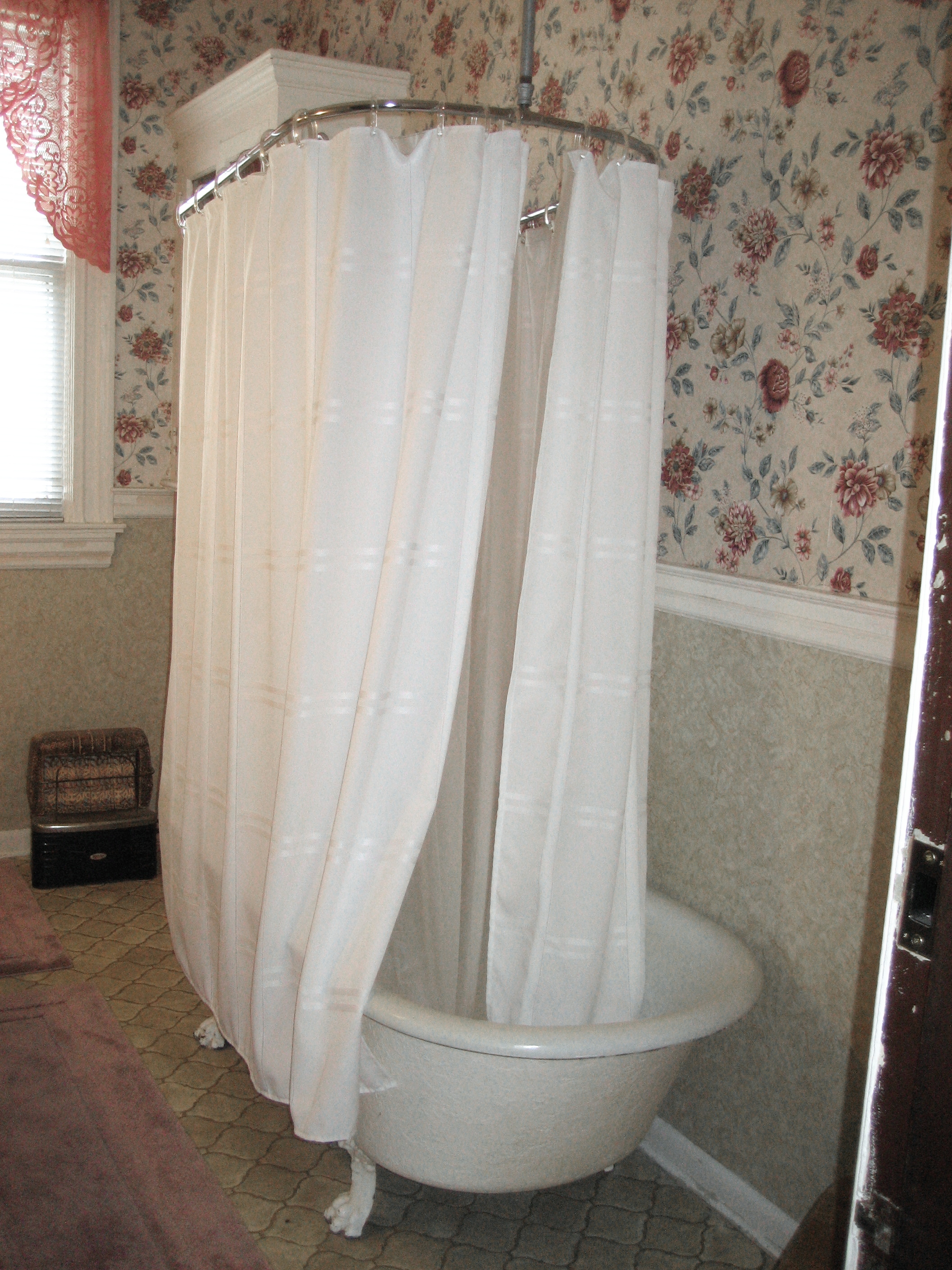
Banyera amb cortina a la casa Bernheimer
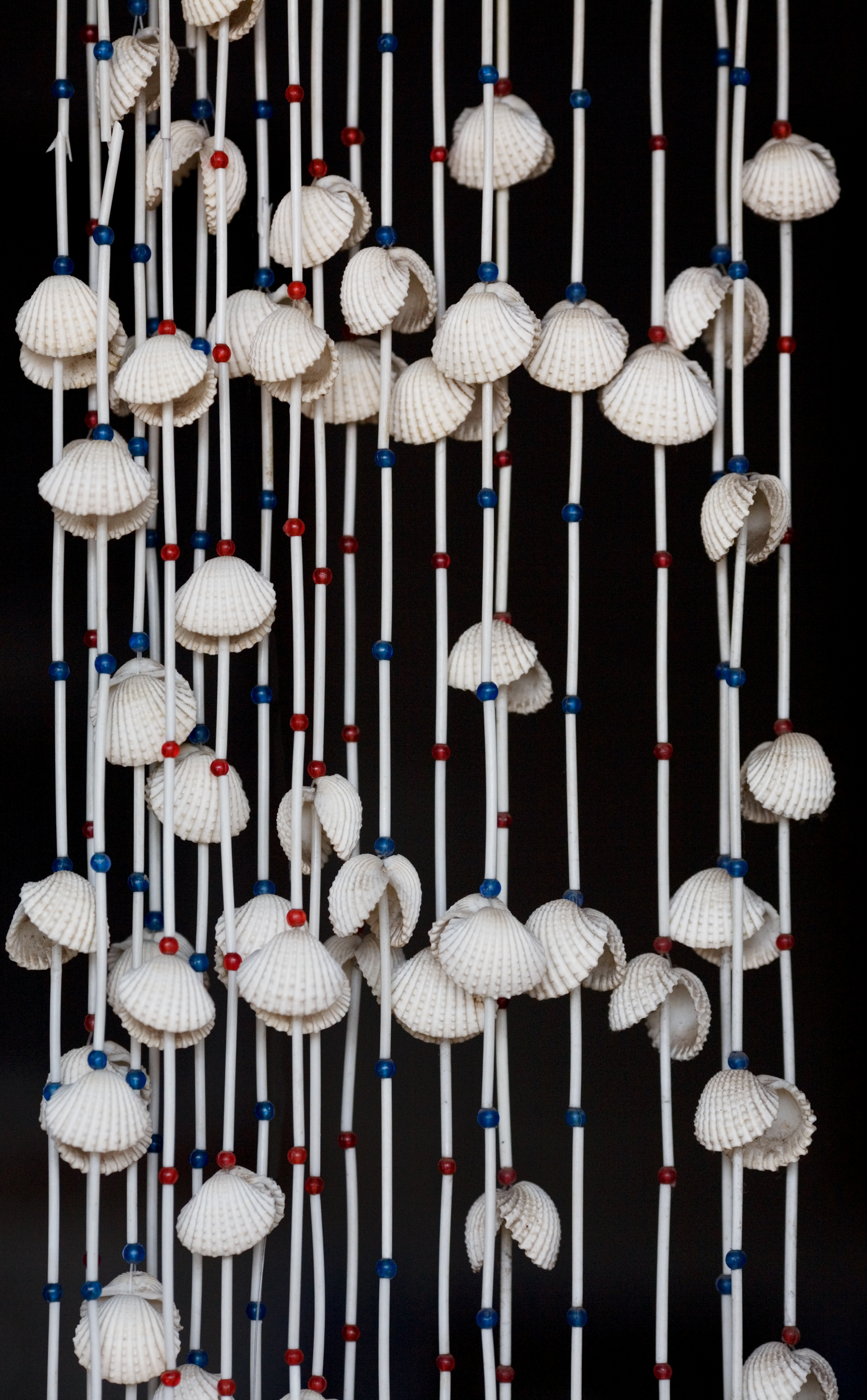
Cortina de petxines